# Borszörcsök
Borszörcsök ist eine ungarische Gemeinde im Kreis Devecser im Komitat Veszprém.

## Geografische Lage
Borszörcsök liegt 39 Kilometer nordwestlich des Komitatssitzes Veszprém und 4 Kilometer nordwestlich der Kreisstadt Devecser. Nachbargemeinden sind Doba, Oroszi und Somlóvásárhely. Ungefähr 3 Kilometer nordwestlich liegt der 431 Meter hohe Berg Somló.

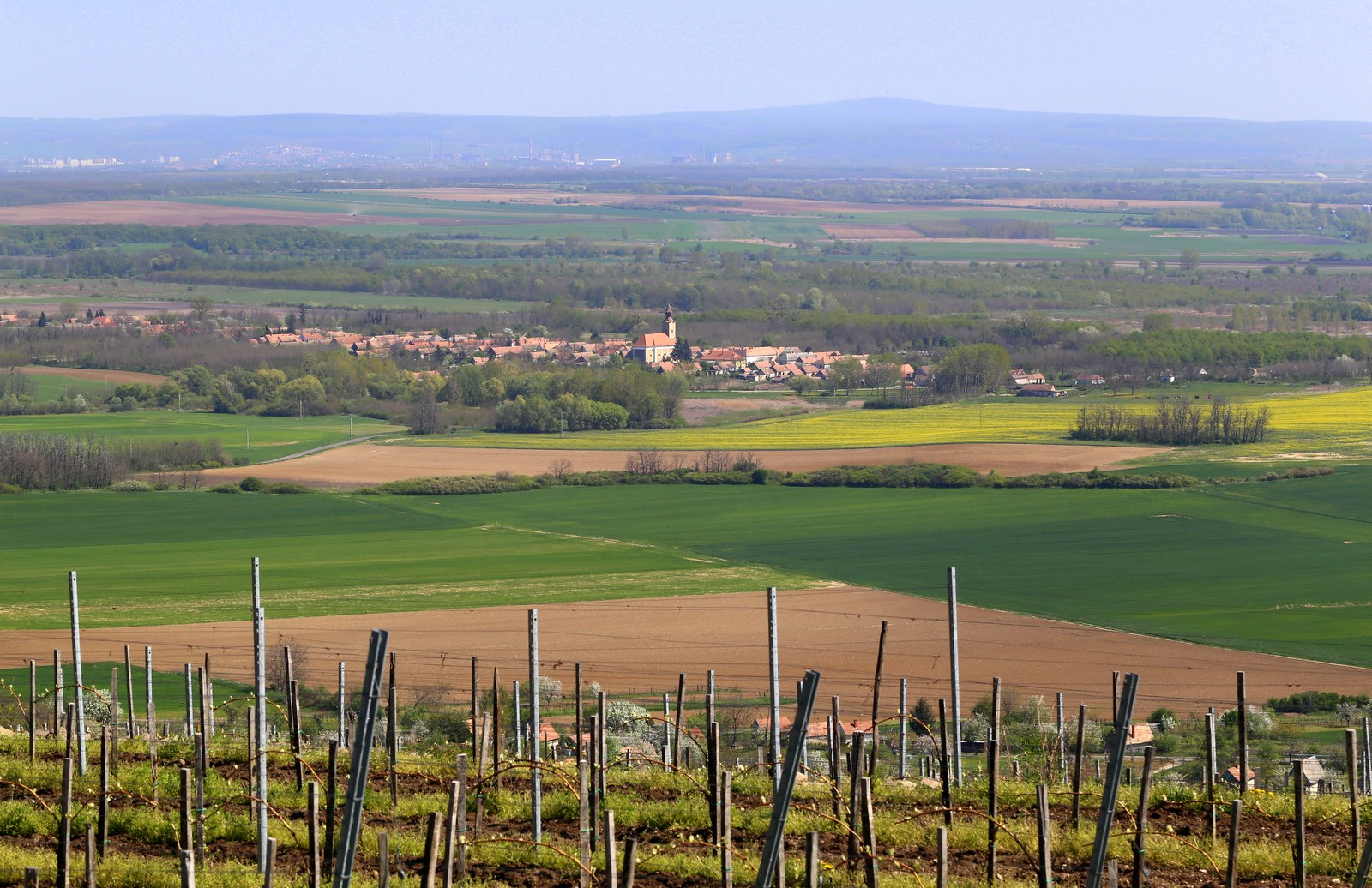
Blick auf Borszörcsök

## Geschichte
Borszörcsök wurde 1288 erstmals urkundlich erwähnt. Im Jahr 1913 gab es in der damaligen Kleingemeinde 192 Häuser und 901 Einwohner auf einer Fläche von 2037 Katastraljochen. Sie gehörte zu dieser Zeit zum Bezirk Devecser im Komitat Veszprém.

## Sehenswürdigkeiten
- Römisch-katholische Kirche Szent Anna és Szent Joachim
- Römisch-katholische Kapelle Jézus Szíve és Szűz Mária Szíve
- Kalvarienberg
- Skulptur Vándor, erschaffen von Árpád Bálint

## Verkehr
Durch Borszörcsök verläuft die Nebenstraße Nr. 84103. Es bestehen Busverbindungen über Devecser nach Ajka sowie über Somlóvásárhely und Somlószőlős nach Doba. Der nächstgelegene Bahnhof befindet sich in Devecser.